# 23452 Дрю
23452 Дрю (23452 Drew) — астероїд головного поясу, відкритий 18 серпня 1988 року.
Тіссеранів параметр щодо Юпітера — 3,771.